# Pedro, el escamoso
Pedro, El Escamoso (no Brasil Pedro, o Escamoso) foi uma telenovela colombiana produzida e exibida pela Caracol Televisión entre 24 de agosto de 2001 e 21 de fevereiro de 2003 em 330 capítulos.
Foi protagonizada por Miguel Varoni, Sandra Reyes, Javier Gómez, Diego Ramos e Marcela Mar.
Foi disponibilizada para o mundo inteiro em streaming através da Netiflix em 1° de Abril de 2022 com 315 capítulos contra os 330 capítulos originais e 327 capítulos da versão internacional, com classificação indicativa de "não recomendada para menores de 14 anos".

## Sinopse
Pedro Coral Tavera (Miguel Varoni) é um colombiano brega, mas encantador, que se muda de uma cidade pequena para a capital do país, Bogotá. Lá, ele é contratado como motorista da viúva Paula Dávila (Sandra Reyes), por quem é platonicamente apaixonado, e suas duas filhas.

## Elenco
| Ator / Atriz       | Personagem                             |
| ------------------ | -------------------------------------- |
| Miguel Varoni      | Pedro Coral Tavera                     |
| Sandra Reyes       | Paula Dávila                           |
| Marcela Mar        | Mayerli Pacheco Pataquiva              |
| Javier Gómez       | César Luis Freydell                    |
| Alina Lozano       | Nidia Stella Pataquiva de Pacheco      |
| Álvaro Bayona      | Pastor Gaitán García                   |
| Enrique Carriazo   | Lorenzo De la Espriella                |
| Fernando Arévalo   | Gustavo Angarita García                |
| Diego Ramos        | Sandro Billycich                       |
| Jairo Camargo      | Alirio Perafán                         |
| Martha Osorio      | Ana Dávila                             |
| Andrea Guzmán      | Yadira Pacheco                         |
| Juan Carlos Arango | Enrique Bueno Lindo                    |
| Fernando Solórzano | René Lara                              |
| Inés Oviedo        | Lydia #1                               |
| Teresa Gutiérrez   | Pastora De Gaitán                      |
| Astrid Junguito    | Pepita De la Espriella                 |
| Bibiana Navas      | Lydia #2                               |
| Alexandra Restrepo | Marlen Chavéz                          |
| Aura Helena Prada  | Mónica Ferreira                        |
| Nadia Rowinsky     | Susana Recoba                          |
| Héctor Rivas       | Aldemaro Chavez                        |
| Carolina Lizarazo  | Personaje Desconocido                  |
| Paola Charry       | Laura Prima de Mónica Ferreira         |
| Morella Zuleta     | Shirley Lorena Pelaez (Miss Finlandia) |

## Exibições

### Colômbia
Foi exibida originalmente na Caracol Televisión entre 24 de agosto de 2001 e 21 de fevereiro de 2003 com 330 capítulos, se tornando um grande sucesso.
Foi reprisada pela primeira vez entre 07 de outubro de 2020 e 17 agosto de 2021 com 327 capítulos, substituindo Rafael Orozco, el ídolo e sendo substituída por Nuevo rico, nuevo pobre. A reprise foi exibida devido à paralisação das atividades durante a pandemia de COVID-19, a reprise foi em sua emissora original, Caracol Televisión em uma versão remasterizada.

### Brasil
Foi exibida no Brasil pela RedeTV!, entre 16 de junho de 2003 e 6 de março de 2004 em 226 capítulos, substituindo Betty, a feia e sendo substituída por Paixões Ardentes, às 20h15, não tendo o mesmo sucesso, fechando com média geral de 2 pontos no IBOPE.

## Curiosidades
- Teresa Gutirerrez (Pastora) e Miguel Varoni (Pedro) são mãe e filho na vida real.
- Teve 3 versões, pois ela é a versão original da telenovela mexicana Yo Amo a Juan Querendón, também teve uma versão pela rede portuguesa TVI em 2003 chamada "Coração Malandro" e a 3 pelo canal France 3 chamada "Le Sens de Jean-Louis".
- Durante a sua exibição pela RedeTV!, a telenovela sofreu bastantes cortes, devido à baixa audiência.
- O dublador do protagonista foi mudado após alguns capítulos exibidos.
- Pedro, El Escamoso foi vendida para 18 países com 327 capítulos contra 330 originais.
- Sua classificação indicativa durante sua exibição no Brasil através da RedeTV! entre 2003 - 2004, era de "não recomendada para menores de 12 anos", no dia 21/08/2003 foi reclassificada para "Livre".[11]

## Spin Off
Após o fim da telenovela em 2003, a Telemundo produziu um spin-off chamado "Como Pedro por su casa", dividida em três sagas, com 20 capítulos cada.